# MAX MATERIA
MAXMATERIA（マックスマテリア）は、福井県吉田郡永平寺町に本社を置く、株式会社INIが運営するライフスタイルブランドであり、繊維製品の事業を展開する企業である。
2012年に取締役社長である南部智紀が、日本の福井県吉田郡永平寺町にあった織物工場（N-TEX）の事務所を借りる形で開発室、出荷場を設けて創業した。
ブランド名のMAXMATERIA（マックスマテリア）の商標は2013年より使用されており、最高、極限を意味する「MAXIMUM（ラテン語／フランス語／英語）」、木材や物質、有形の素材を意味する「MATERIA(L)（ラテン語／古フランス語／英語）」に由来している。一部で「マックスマテリアル」と呼ぶ人もいるが、正確には「マックスマテリア」が正しい。

## 歴史

### 創業までの動き
1999年（平成11年）4月、創業者の南部智紀が大学を卒業後、繊維商社の広撚株式会社（本社：福井県福井市）に就職し、同社商品開発部門で主に化繊を中心とした繊維生地の開発を行う。繊維生地の開発員として約13年経験を積んだのち、2012年（平成25年）にタオルの開発に着手した。
MAXMATERIAブランドがタオルのコア素材としている「トリアセテート」は、創業者が在籍していた繊維商社の広撚が三菱ケミカル株式会社（旧三菱レイヨン）とのつながりが深く、他のタオル素材と完全な差別化を図るために採用に至った。

## 製品

### 開発の過程
2012年（平成25年）から約1年半後の2013年秋頃にようやく販売に適したタオルの開発に成功した。
ブランドの立ち上げ当初、新しいタオル製品の開発のため協力を仰いだのが大阪の泉州タオル産地の企業だった（のちに今治タオル産地の企業にも開発、生産を依頼していくことになる）。「トリアセテート」素材は繊維素材としては綿素材と比べても高価であり、紡績や製織、染色には高度な技術が必要である。

### ラインナップ（2024年10月現在）
同ブランドが開発した素材は完全オリジナルからその派生品に至るまで多岐にわたる。
代表的な素材には以下のものがある。
- ADVANCED（カバーリングタイプ／フルパイルタオル） - 統廃合
- HYBRID（紡績タイプ／フルパイルタオル）
- LINE（紡績タイプ／ボーダー柄タオル） - 統廃合
- GAUZE（紡績タイプ／2重ガーゼタオル）
- S5 GAUZE（紡績タイプ／5重ガーゼタオル）
- BRILLIANT（紡績タイプ／シャーリング加工タオル）
- SYMPHONY（紡績タイプ／ドット柄／シャーリング加工タオル）
- GRACE（紡績タイプ／毛布）
- GRAVITY （開発継続中／タオル）
- 開発品呼称 SHOOTING STAR （開発継続中／タオル）

### クラス別
- DIAMOND CLASS（2024年10月1日時点でブランドの最高峰に分類される）
- PREMIUM CLASS（より高みを極めるために開発された上位モデル）
- HIGH CLASS（ブランドの中で耐久性や安定性を重視して設計されている）
- OTHER（各クラスはタオル製品にのみ付帯されている。このため、例えば毛布素材にはクラスは確認できない）

## ロゴマーク
「MAXMATERIA（マックスマテリア）」が商標登録された2013年に、黒色で描かれたロゴマークが制作された。尚、同ブランドのロゴマークに白や黒、グレーのモノトーンが使われる理由は「視認性が高く、時代や国、信条に左右されず、そのものの価値にフォーカスしてもらうため」を言われている。

## ブランドコンセプト
MAXMATERIAのホームページ上には

【最高の人生に、最高のひと時を提供する】

「穏やかで心豊かな生活するには
それに相応する物質や空間が必要である」
大切な人といる時間、ひとりを満喫する時間。そのすべてが限りあるものです。
「豊かな時間を満喫いただくために」
肌触りや色彩、形、配合、バランスなど、様々な要素を加えたり削ったりしてMAXMATERIAはできています。
手にしていただくすべての皆様が、最高の時間を満喫するためのアイテムを私たちは創造します。

と記されている。